# Protoktisti
Protoktisti (lat. Protoctista) čine eukariotski mikroorganizmi koji imaju jezgru i sva ostala obilježja eukariotskih stanica. Carstvo protoktista obuhvaća jednostanične organizme za koje se prije rabio termin Protista, ali i mnogostanične organizme kojima nedostaju tkiva, kao što su mnogostanične alge. Razvrstavanje organizama na osnovi jednostanične građe odbačeno je nakon istraživanja koja su pokazala da su brojni mnogostanični organizmi prema svojim obilježjima puno bliži jednostaničnim nego bilo kojoj drugoj skupini mnogostaničnih organizama. Pojam Protista još je u širokoj uporabi, ali ne smije se upotrebljavati kao sinonim za pojam Protoctista. U suvremenoj biologiji se pojam Protoctista također napušta jer su u tu grupu na osnovi samo nekoliko značajki (jednostanični organizmi i višestanični bez pravih tkiva) ubrojeni vrlo različiti organizmi koji ne čine jedinstvenu evolucijsku liniju pa time nisu ni u izravnom srodstvu.
Arheje se smatraju prvim živim organizmima na planetu Zemlji, a pretpostavlja se da su se iz njih prije 1,5 milijardi razvili prvi predci današnjih protoktista. Današnji protoktisti vrlo su raznoliki i uglavnom su vodeni organizmi ili žive kao nametnici na drugim organizmima.
Razlikujemo autotrofne i heterotrofne protoktiste.
Autotrofni protoktisti razlikuju se od heterotrofnih pripadnika skupine po asimilacijskim pigmentima koji se nalaze u njihovim stanicama. Važne su karike u hranidbenim lancima vodenih ekosustava gdje proizvode velike količine hrane. Smatra se da velika količina kisika u našoj atmosferi potječe od fotosintetskih aktivnosti autotrofnih protoktista.
Heterotrofni protoktisti hrane se drugim organizmima.

## Starija sistematika
Carstvo protoktista dijeli se starijom sistematikom (po Haecklu, 1894.) na:
- odjeljak (znanstveno latinsko ime Schizomycophyta)

- razred virusi i rikecije (Mikrotatobiotes)

- red virusi (Virales)
- red rikecije (Rickettsiales)

- razred prave bakterije (Shizomycetes)

- red Pseudomonadales
- red prave bakterije (Euribacteriales)
- red Actinomycetales
- red Spirochaetales

- odjeljak modro-zelene alge (Myxophyta)
- odjeljak bičaši (Mastigophora)

- razred bičaste alge (Phytomastigina)
- razred Dinoflagellata
- razred Zoomastigina

- odjeljak migetalkari (Ciliophora)
- odjeljak korijenonožci (Sarcodina)
- odjeljak gljive sluzavke (Myxomycetes)
- odjeljak zelene alge (Chlorophyta)
- odjeljak zlatne alge (Chrysophyta)
- odjeljak smeđe alge (Phaeophyta)
- odjeljak crvene alge (Rhodophyta)
- odjeljak gljive (Mycophyta)

- razred pljesnjivke (Phycomycetes)

[nedostaje izvor]

## Nova sistematika protoktista
Od Haeckelovog vremena do danas sistematika protoktista se jako promijenila zahvaljujući genetskim istraživanjima. Danas se živi svijet najčešće dijeli na pet carstava: Monera, Protoctista, Animalia, Plantae, Fungi. Nadalje se protoktisti dijele na autotrofne i heterotrofne.

### Autotrofni protoktisti

#### Autotrofni bičaši
- Koljeno Svjetleći bičaši (Dinoflagellata)
- Koljeno Zeleni bičaši (Euglenophyta)

#### Alge
- Koljeno Crvene alge (Rhodophyta)
- Koljeno Zlatnožute alge (Chrysophyceae)
- Koljeno Žutosmeđe alge (Xanthophyceae)
- Koljeno Alge kremenjašice (Bacillariophyceae ili Diatomeae)
- Koljeno Smeđe alge (Phaeophyceae)
- Koljeno Zelene alge
  - Zelene alge I. (Chlorophyta)
  - Zelene alge II. (dio Streptophyta s građom alga)

### Heterotrofni protoktisti

#### Praživotinje (Protozoa)
- Koljeno Bičaši (Mastigophora)
- Koljeno Truskovci (Sporozoa ili Apicomplexa)
- Koljeno Trepetljikaši (Ciliphora)
- Koljeno Sluzavci (Sarcodina)
  - Amebe (Amebozoa)
  - Krednjaci (Foraminifera)
  - Zrakastonozi (Actinopoda)

## Vanjske poveznice
- The WAYNE'S WORD, Major Divisions Of Life  Arhivirana inačica izvorne stranice od 7. kolovoza 2019. (Wayback Machine)